# Burchard I. von Woldenberg
Burchard I. von Woldenberg (* vor 1191; † 8. Februar 1235 in Konstantinopel) war 1232 bis 1235 Erzbischof von Magdeburg.

## Leben
Er stammte aus dem Haus der Grafen von Wöltingerode, den späteren Grafen von Woldenberg. Er war seit 1191 Kanoniker in Hildesheim, wurde 1197 Propst von St. Blasii in Braunschweig und 1204 Propst von St. Peter in Goslar.
Burchard wurde nach dem Tod des Magdeburger Erzbischofs Albrecht I. von Käfernburg (1170–1232) Ende Dezember 1232 zum Nachfolger Albrechts gewählt. Bis zur Bestätigung der Wahl durch den Papst urkundete Burchard als „Erwählter“, erstmals am 1. Januar 1233. Papst Gregor IX. († 1241) hatte zunächst Propst Engelbrecht von Altona als Erzbischof vorgesehen, bestätigte aber 1233 die Wahl der Magdeburger. Mit Schreiben vom 22. September 1233 gestattete der Papst dem zum Erzbischof von Magdeburg gewählten Propst (Burchard) von St. Blasii zu Braunschweig die Verwaltung der Temporalien und Spiritualien bis zu erfolgter Bestätigung. In einem Schreiben aus Rieti vom 20. Juli 1234 beauftragte Gregor IX. die Bischöfe von Merseburg, Ekkehard, und Meißen, Heinrich, den zum Erzbischof von Magdeburg erwählten und von ihm bestätigten Propst Burchard von Braunschweig an seiner statt die Konsekration zu erteilen. Laut Magdeburger Bischofschronik wurde die Bischofsweihe jedoch nicht vollzogen. In einer Urkunde aus Calbe an der Saale vom 19. November 1234 (LASA, MD, U 3, G Nr. 6) wird Burchard nach wie vor als Electus confirmatus (Erwählter und Bestätiger) geführt.
Burchards zweijährige Amtszeit hinterließ kaum Spuren. In seiner Amtszeit wurden keine Münzen geprägt. Im Landesarchiv Sachsen-Anhalt befinden sich lediglich drei Urkunden, die von Burchard von Woldenberg ausgestellt worden sind. Unter der Prämisse, dass Burchards Todesdatum der 8. Februar 1235 ist, muss er spätestens Anfang Dezember 1234 Deutschland verlassen haben, denn die Entfernung von Calbe an der Saale bis Konstantinopel (heute Istanbul) beträgt ca. 2200 km.
Buchard starb am 8. Februar 1235 in Konstantinopel während einer Pilgerreise ins Heilige Land. Seine Grabstätte ist unbekannt.